# Coopérative nationale de l'information indépendante
La Coopérative nationale de l'information indépendante (sigle : CN2i) est un groupe de presse coopératif fondée en 2019 et formée de six coopératives de solidarité, chacune propriétaire d'un journal quotidien au Québec, soit Le Droit de la région d'Ottawa-Gatineau, Le Nouvelliste de Trois-Rivières, Le Quotidien du Saguenay–Lac-Saint-Jean, Le Soleil de Québec, La Tribune de Sherbrooke et La Voix de l'Est de Granby. Elle est le plus grand groupe de presse sur le modèle coopératif au Canada.

## Histoire
La Coopérative a été fondée le 11 décembre 2019 à la suite de la faillite du Groupe Capitales Médias. Avec les six coopératives propriétaires, elle participe à la relance des six quotidiens. Elle est née de la fusion de Le Groupe Capitales Médias et de 3834310 Canada inc.
À la fin mars 2020 la coopérative a mis fin temporairement à ses éditions papier en semaine à cause de la pandémie de Covid-19. Le 13 juin 2020, elle annonce que cette décision sera permanente. Elle annonce la même journée l'adoption d'un abonnement numérique payant à partir de l'automne.

## Modèle d'affaires
Une coopérative de solidarité, formée de travailleurs et d'employés cadres, a été constituée pour chacun des six journaux quotidiens. L’objet de chacune de ces six entreprises est d’acquérir, de posséder, de détenir et d’administrer des biens, et d'embaucher le personnel, le tout nécessaire à la diffusion de l'information régionale pour laquelle elles sont formées.
Pour sa part, la Coopérative nationale de l'information indépendante est un groupe de presse qui unit ces six entreprises propriétaires. Sa mission est la mise en commun et le partage de l'information et des moyens nécessaires pour « assurer un service d’information à la population de leur région tout en conservant le caractère indépendant de la salle des nouvelles ». Elle les aide dans leurs actions visant le professionnalisme, la qualité et la diversité de l’information dans les régions du Québec.

## Financement
En 2019-2020, le nouveau groupe de presse coopératif a obtenu un financement totalisant 21 millions de dollars, Desjardins Capital, Investissement Québec, Fondaction, la Caisse d’économie solidaire, le Fonds de solidarité FTQ, la Fiducie du Chantier de l’économie sociale et le Réseau de l’investissement social du Québec. Il a aussi obtenu solide des dons totalisant 2,7 millions de dollars provenant des communautés desservies par les quotidiens concernés.
La CN2i compte sur quatre sources de revenus : vente de publicité dans ses éditions imprimées et sur ses propriétés numériques (site web et application mobile); abonnements à ses éditions imprimées et, depuis l'automne 2020, à ses contenus numériques; redevances des géants du web par le biais d'ententes avec Meta (Facebook) et Alphabet (Google); et crédits d'impôt sur la masse salariale des journalistes (35% du salaire est remboursé par le provincial; 25% par le fédéral) à compter de 2019.

## Plan de développement
Au lancement de la coopérative, le plan d'affaires repose sur l'accélération de la transition numérique du groupe de presse et la diversification de ses activités, afin d'en assurer la pérennité.

« Il est inévitable que notre futur sera de plus en plus numérique. Il serait irresponsable de ne pas prendre acte des changements radicaux qui s’opèrent dans les manières de s’informer des nouvelles générations. Et dans les besoins nouveaux de nos partenaires d’affaires pour les rejoindre. Il faudra faire mieux. Améliorer nos contenus. Changer les manières de raconter nos histoires. Développer de nouveaux points de contacts avec nos lecteurs. À des moments plus variés dans la journée. Dans des formats nouveaux. L’imprimé restera, mais il prendra inévitablement moins de place dans le futur. Nous sommes engagés dans une transition numérique où nous instaurerons prochainement un modèle d’abonnements payants. »

— Gilles Carignan, Le Soleil

## Plan d'action 2020-2021
Au début de juin 2020, chacune des six coopératives a adopté un plan d'action comportant quatre orientations :
1. L’accélération de la transition numérique, confirmée par la crise sanitaire commencée en mars 2020 au Québec à cause de la Covid-19. Elle comporte un site web, une application mobile pour tablette et téléphone et des infolettres.
2. La confirmation du maintien de l'offre imprimée le samedi seulement, dans une formule magazine enrichie. À cause du confinement causé par la pandémie, et la fermeture de nombreux secteurs d'activités, les médias ont subi une chute des revenus publicitaires qui a forcé l'interruption des versions imprimées dès mars 2020. Puis, depuis le 22 juin 2020, il n'y a plus de versions numériques intégrales en semaine. Elle est maintenue le samedi en concordance avec l'édition imprimée qui propose une formule améliorée[9].
3. L’introduction, à court terme, d’un modèle d’abonnement numérique aux diverses plateformes du groupe de presse.
4. Le développement d’outils pour mieux servir les partenaires locaux dans l’environnement numérique.

#### Sites web officiels
- Le Droit
- Le Nouvelliste
- Le Quotidien
- Le Soleil
- La Tribune
- La Voix de l'Est